# Fëdor Raskol'nikov
Fëdor Fëdorovič Il'in, noto come Fëdor Raskol'nikov (in russo Фёдор Фёдорович Раскольников?) (San Pietroburgo, 28 gennaio 1892 – Nizza, 12 settembre 1939), è stato un giornalista, politico, rivoluzionario diplomatico russo.
Fu un Vecchio bolscevico, che partecipò alla Rivoluzione di Ottobre, scrittore, giornalista, comandante della flotta Rossa sul Caspio e sul Baltico durante la Guerra civile russa e più tardi un diplomatico sovietico.

## Carriera

### Gli inizi

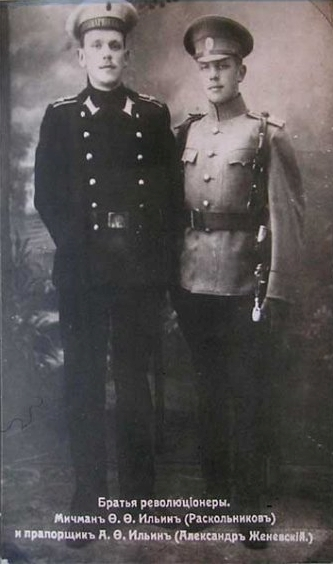
Raskol'nikov e suo fratello Alessandro

Fëdor Raskol'nikov nacque dalla figlia di un generale, A. V. Il'ina, e da un prete ortodosso, F. A. Petrov (secondo altre fonti, arciprete Sergušenkov).  Alternativamente,  "... suo padre era Fëdor Il'in, un uomo di chiesa progressista di San Pietroburgo, un vedovo che non poteva legalmente risposarsi e i cui figli erano di conseguenza tecnicamente illegittimi. La vita della famiglia Il'in era piuttosto normale ..." Egli si diplomò nell'orfanotrofio del Principe Oldenburgsky, studiò presso l'Istituto Politecnico di San Pietroburgo e quindi alla Scuola di guardiamarina) a San Pietroburgo.
Nel dicembre 1910 egli si unì alla fazione dei Bolscevichi del Partito Operaio Socialdemocratico Russo e fu attratto dal giornale Zvezda e proseguì lavorando per il giornale bolscevico Pravda. Fu arrestato e gli fu consentito di emigrare, ma dopo essere finito nei pasticci con la polizia tedesca in Germania, ritornò illegalmente in Russia, dove fu nuovamente arrestato ed esiliato ad Arcangelo, ma rilasciato nel 1913 grazie all'amnistia proclamata per celebrare il 300º anniversario della dinastia dei Romanov. Allo scoppio della guerra si arruolò in marina e nel 1917 ottenne il grado navale di guardiamarina, ma non partecipò alla Prima guerra mondiale.

### Kronstadt
Nel marzo 1917 fu inviato alla fortezza marina di Kronštadt, dove editò il giornale Golos Pravdy (Voce della Verità): una ripubblicazione del giornale a quel tempo vietato  Pravda. Fu uno degli organizzatori dell'ammutinamento di Kronštadt del luglio 1917. Fu arrestato dalle truppe leali al Governo Provvisorio Russo, ma rilasciato l'11 ottobre 1917, poche settimane prima della Rivoluzione di Ottobre.

## Remainder della Rivoluzione
Nel novembre 1917 Raskol'nikov, con un gruppo di marinai di Kronstadt fu inviato a combattere gli insorti anti-Bolscevichi a Mosca. Fu eletto all'Assemblea Costituente Russa. Il 29 gennaio 1918 divenne il deputato Commissario del popolo degli "Affari Navali". Nell'estate del 1918, sposò Larisa Rejsner. Nel luglio 1918, fu inviato a Kazan', come Commissario (membro del Consiglio militare rivoluzionario) del Fronte Orientale. Qui egli comandò (da agosto 1918) la Flottiglia Rossa del Volga, che partecipò all'Operazione Kazan'.
Raskol'nikov fu promosso membro del Consiglio militare rivoluzionario della RSFSR il 2 settembre 1918 divenne vicecomandante della 7ª Armata e Commissario della Flotta del Baltico.

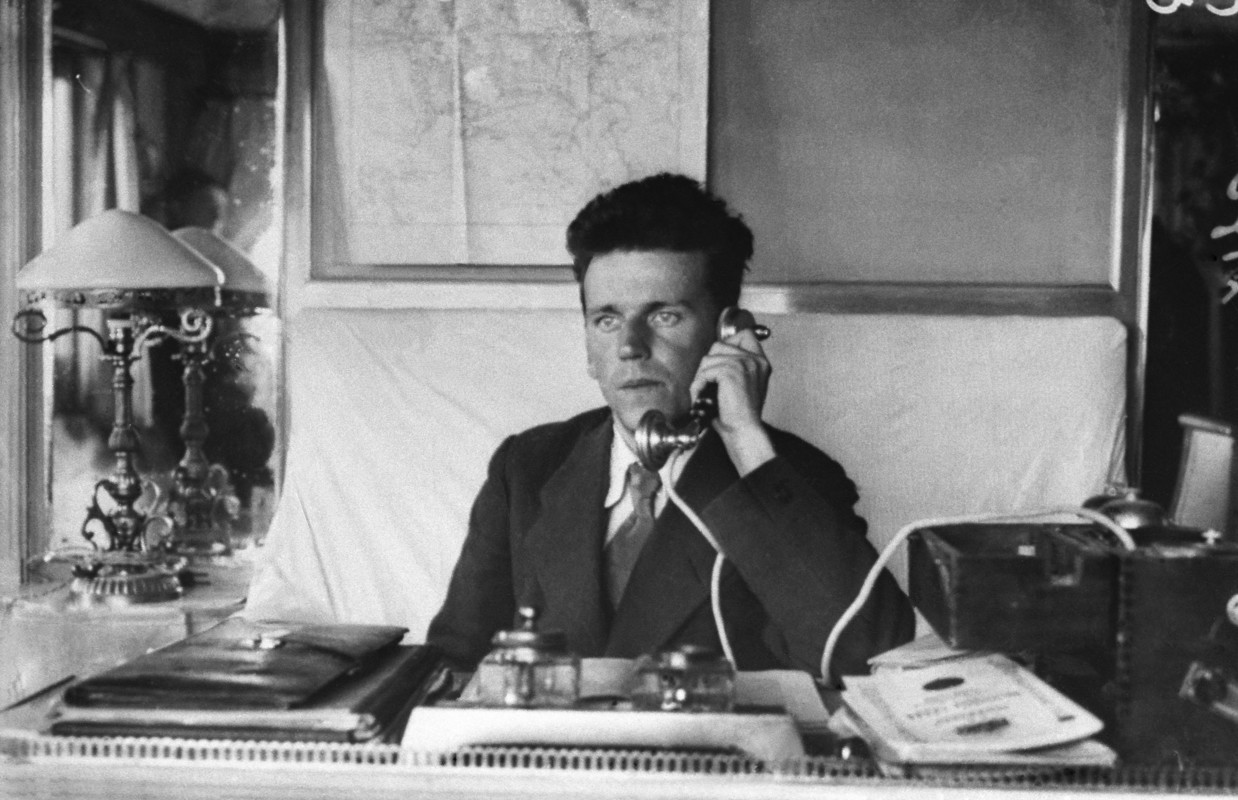
Raskol'nikov sulla nave Mežen', 1920

Mentre comandava una flotta consistente di una corazzata, di un incrociatore e due cacciatorpediniere che avrebbero dovuto contrastare la flotta britannica, divenne prigioniero di guerra quando il suo cacciatorpediniere  Spartak fu catturato dalla Royal Navy al largo della costa dell'Estonia nel dicembre 1918, e rimase nella prigione di Brixton fino al 27 maggio 1919, quando fu scambiato per 17 prigionieri di guerra britannici. Nominato comandante della Flottiglia del Caspio guidò l'assalto alla base britannica a Enzeli, il 18 maggio 1920 che distrusse ciò che rimaneva della Marina della Russia Bianca, e fondò l'effimera Repubblica Socialista Sovietica Persiana, nel nord dell'Iran.

### Servizio sovietico
Durante il Dibattito dei sindacati (1920) Raskol'nikov sostenne Lev Trockij. Nel periodo tra giugno 1920 e gennaio 1921 Raskol'nikov comandò la Flotta del Baltico. Durante il suo periodo di comando i rapporti fra gli ufficiali del comando e i marinai si deteriorarono e terminarono con la Rivolta di Kronštadt. Un mese dopo Raskol'nikov fu rimosso da quel comando.
Negli anni 1921–1923 Raskol'nikov fu l'ambasciatore in Afghanistan (il primo paese che stabilì relazioni diplomatiche con la RSFSR). Il comportamento di Raskol'nikov causò uno screzio diplomatico con la Gran Bretagna e il governo britannico insistette per la sua rimozione. Infine egli fu sostituito.
Dal 1930 Raskol'nikov fu il rappresentante plenipotenziario in Estonia, poi in Danimarca e poi in Bulgaria.
Nel marzo 1938 egli fu richiamato da Sofia in USSR, ma il 1º aprile si rifiutò di ritornare e dopo si trasferì con la sua famiglia in Francia. Nel 1939 egli pubblicò la sua famosa Lettera aperta a Stalin nella quale egli criticava le repressioni di Stalin durante le Grandi purghe e l'emergente alleanza germano-sovietica.
Non molto dopo la firma del Patto Molotov-Ribbentrop, Raskol'nikov fu ricoverato in un ospedale psichiatrico a causa del grave shock che aveva subito apprendendo la conclusione del Patto. Poco dopo morì "cadendo da una finestra" mentre si trovava in ospedale. Secondo lo storico Roj Medvedev, egli avrebbe potuto essere stato assassinato dagli agenti dell'NKVD. Vi sono teorie che affermano che l'assassino sarebbe potuto essere Sergej Efron, marito della poetessa Marina Cvetaeva.
La salma di Raskol'nikov fu rimpatriata nel 1963.

## Carriera letteraria
Negli anni 1924–1930 Raskol'nikov fu l'editore-capo della rivista letteraria Molodaja Gvardija che era un organo del Komsomol (successivamente anche casa editrice Moskovskij Rabočy). Dal 1927 al 1930 fu membro del consiglio editoriale e poi editore-capo di Krasnaja Nov. Nel 1928 fu il presidente del Comitato del Repertorio, di fatto principale censore di teatro e cinema. Egli scrisse anche una sua opera Robespierre che anche la critica servile defini "seccante e noioso".